# Вальтер Роланд
Пауль Вальтер Роланд (нім. Paul Walter Rohland; 14 грудня 1888, Інден — 26 лютого 1981, Ратінген) — німецький підприємець, доктор інженерних наук (1923). Кавалер Лицарського хреста Хреста Воєнних заслуг з мечами і без мечів.

## Біографія
Син текстильного фабриканта. З 1917 року брав добровільну участь у Першій світовій війні. Після війни вивчав металургію в Аахені. В 1923 році вступив на роботу в фірму Vereinigte Stahlwerke AG, де займав різні посади. В 1930-40 роках працював на заводі дочірньої компанії Deutsche Edelstahlwerke AG в Крефельді, в 1933-40 роках — член правління. З 1941 року — член, з 1943 року — голова правління Vereinigte Stahlwerke AG.
В 1933 році вступив в НСДАП. В 1940-43 роках очолював «Особливий (пізніше Головний) комітет бронетехніки» Імперського міністерства озброєнь і боєприпасів. Роланд відповідав за раціоналізацію і організацію виробництва танків. Довірена особа Альберта Шпеера. З 1942 року — голова промислової ради при ОКГ.
Після Другої світової війни недовго перебував в ув'язненні. Виступав свідком захисту на процесах над Альбертом Шпеером, Фрідріхом Фліком і Альфрідом Круппом. З 1948 року очолював власну фірму Westdeutsches Ingenieurbüro Dr. Rohland GmbH (Wedexro), користувався повагою як професійний консультант. Надавав фінансову підтримку родичам Шпеера. В 1950-х роках реконструював приватний парк Пенсген в місті Ратінген, а в 1977 році відкрив його для відвідувачів. В 1984 році парк був проданий міській владі.

## Нагороди
- Почесний хрест ветерана війни з мечами
- Хрест Воєнних заслуг 2-го класу з мечами і без мечів
- Лицарський хрест Хреста Воєнних заслуг[4]
  - без мечів (5 червня 1943)
  - з мечами (29 жовтня 1944)
- Почесний член Вищого технічного училища Аахена[5]